# Sloanea rhodantha
Sloanea rhodantha är en tvåhjärtbladig växtart som först beskrevs av Bak., och fick sitt nu gällande namn av René Paul Raymond Capuron. Sloanea rhodantha ingår i släktet Sloanea och familjen Elaeocarpaceae. Utöver nominatformen finns också underarten S. r. dalechampioides.